# هاینتسنبرگ
هاینتسنبرگ (به آلمانی: Heinzenberg) یک شهر در آلمان است که در باد کرویتسناخ واقع شده‌است.